# 蜡黄报春
蜡黄报春（学名：Primula cerina）为报春花科报春花属下的一个种。

## 扩展阅读
- 維基物種上的相關：蜡黄报春